# Giuseppe Francini
Giuseppe Francini (Roma, 1844 – Roma, 1919) è stato un inventore italiano, noto stenografo.

## Storia
Se la prima persona che adattò alla lingua italiana il sistema stenografico di Isaac Pitman fu Francesco Maria Svolgi, che dal 1879 insegnò a Lecce il suo metodo, destinato tuttavia a non venire mai pubblicato, è indubbio che fu Giuseppe Francini, membro della Società fonografica di Londra, che più di ogni altro si prodigò per la diffusione di un suo adattamento; tanto da riuscire a pubblicare con un discreto successo la sua versione italiana della Fonografia di Pitman per tre edizioni, dal 1883 al 1888. Trovò abbastanza presto vari seguaci, soprattutto a Roma, come E. Poli, G. Zuccarini, R. Contigiani , E. Bottesini; e primo fra tutti Ineo de Vecchis, stenografo della Camera dei deputati. Fondò, sempre a Roma, la Società Stenografica Italiana, che nel 1905 divenne la Società Italiana di stenografia fonetica, la quale trovò un buon numero di allievi, anche di notevole livello, come S. Alfonsi, B. Calò e P. Stramaccia. Il sistema ebbe un riconoscimento ufficiale nel 1910, che durò fino al 1928, quando il governo limitò l'insegnamento al solo sistema Gabelsberger-Noë, per la praticità di impiegare lo stesso sistema in tutto il territorio nazionale.
Ma dopo gli iniziali progressi il successo cominciò a regredire; quando nel 1937 il governo cambiò idea ed ammise altri sistemi all'insegnamento, il Pitman-Francini non fu più riammesso. Dopo la morte di Giuseppe Francini, il figlio Alfredo continuò l'insegnamento e la propaganda del sistema fino alla sua morte nel 1965; tanto da arrivare alla pubblicazione, nel 1955, di una 12ª edizione della Fonografia; e da ottenere un nuovo riconoscimento ufficiale per il pubblico insegnamento nel 1960, ma destinato ad un totale insuccesso.
In conclusione, il sistema Pitman-Francini ebbe una fortuna limitata; non di certo per le sue ottime qualità, ma per l'avversione preconcetta esistente allora in Italia verso i metodi geometrici, causata dal precedente diffuso impiego del meno efficiente sistema Taylor-Delpino. Gli venne preferito di gran lunga il sistema tedesco Gabelsberger-Noë; non perché vantasse effettive qualità superiori (però, è necessario specificare, nemmeno inferiori), ma soltanto per la sua impostazione corsiva, quindi del tutto differente.

### Il sistemaPitman - De Cesare
Anche se per motivi molto diversi, non fu più fortunato l'altrettanto ottimo adattamento realizzato a Malta, dove per la lingua inglese era in uso il sistema Pitman. Per stenografare l'allora co-ufficiale lingua italiana si preferì non adottare il pur eccellente adattamento di Francini, in quanto poco aderente alle regole originarie del sistema inglese. Venne quindi realizzata da Peter Paul De Cesare una nuova versione, molto più vicina alle norme di Isaac Pitman.
Ma quando nel 1935 il governo italiano rivendicò il possesso dell'arcipelago maltese, la reazione dei dominatori inglesi fu quella di abolire l'uso ufficiale della lingua italiana, sostituendola con la lingua maltese. Così dopo molti secoli l'italiano, benché tuttora diffusamente conosciuto, scomparve dall'uso istituzionale e dai documenti di Malta; e con esso la sua stenografia.